# 隋军
隋军（1961年9月—），女，汉族，山东广饶人（福建福州出生），美国侨眷，中华人民共和国政治人物。
现任第十四届全国政协常委、外事委员会副主任，中国华侨历史学会会长

## 生平
曾任福建省人民政府副省长、党组成员，中华全国归国华侨联合会副主席，中共十九大代表。